# 家庭經濟學 (電視劇)
《家庭經濟學》（英語：Home Economics）是一部美國喜劇劇集。製作人為麥可·科爾頓和約翰·阿布德，靈感取自製作人麥可·科爾頓的生活。2021年4月7日在ABC首播，在2021年5月宣佈會更新第二季。

## 劇情
講述海沃思一家三個成年兄弟姐妹之間窩心卻又很不自在、有時令人挫折氣餒的關係。仨人擁有截然不同的經濟生活，他們分別是百分之一的富人、中產階級和勉強過活的人。他們深愛對方，但偶爾會為金錢鬧矛盾。

## 角色

### 主要角色
| 角色   | 演員          | 介紹 |
| 湯姆   | 托弗·格雷斯   | 兄弟姐妹中的大哥，是個中產階級的小説家。自小成績優異，畢業於常春藤大學，可是爲人不風趣，常因搬弄知識和糾正別人的措辭和文法而毀掉氣氛。與瑪琳娜結婚並育有三個小孩，包括卡米拉和兩個雙胞胎幼兒。曾為暢銷書作家，但新書銷量慘淡令養育小孩變得困難，計劃向康納借貸，並正瞞著家人在寫一本關於海沃思一家的新書。 |
| 薩拉   | 凱特琳·麥吉   | 兄弟姐妹中排第二，賺最少的錢。與丹尼斯結婚並育有兩個小孩，居住在很小的公寓。她擁有女性研究學士學位，是個專爲低收入家庭的問題兒童提供治療的心理咨詢師，但正處於失業狀態，偶然會做自由職業工作。平日對生活大小事都很在意，喜歡提倡簡約、素食、環境保護等生活主義，其生活風格不太被家人所認同。               |
| 康納   | 吉米·塔特羅   | 兄弟姐妹中排最小、最富有，但仍是個大小孩。他擁有一家成功的私人金融公司和一間三藩市灣區豪宅，是百分之一的富人。與妻子愛蜜莉離婚後負責照顧女兒格蕾琴。在離婚這件事上展現出軟弱一面，仍未能釋懷去踏出新一步發展新戀情。                                                                                       |
| 瑪琳娜 | 卡拉·索薩     | 湯姆的老婆，墨西哥裔。爲照顧三個小孩，不情願地辭掉了律師工作，擔任全職媽媽。葡萄酒愛好者，出場時通常都在喝酒。對海沃思家族的矛盾吵鬧不太感興趣，與同爲少數族裔的海沃思家媳婦丹尼斯有個秘密俱樂部。 |
| 丹尼斯 | 薩西爾·紮瑪塔 | 薩拉的老婆，是名小學老師，個性溫柔，擅長在薩拉與家人起爭執後充當調解人，並意外地擅長談攏生意。與同爲少數族裔的海沃思家媳婦瑪琳娜有個秘密俱樂部。在薩拉失業期間負擔著大部分家庭生活費。 |
| 格蕾琴 | 希洛·比爾曼   | 康納的女兒，喜歡與堂兄弟姐妹見面。 |
| 凱文   | 傑科比·斯溫   | 薩拉和丹尼斯的兒子，家人裏最喜歡康納叔叔。 |
| 沙米亞 | 喬丹·庫雷特   | 薩拉和丹尼斯的女兒 |
| 卡米拉 | 克洛伊·魯特里 | 湯姆和瑪琳娜的女兒 |

### 常設角色
| 角色   | 演員          | 介紹                   |
| 盧佩   | 莉迪亞·波爾圖 | 康納家的住家保姆       |
| 穆里爾 | 娜拉·鄧恩     | 湯姆、薩拉和康納的母親 |
| 馬歇爾 | 菲爾·里夫斯   | 湯姆、薩拉和康納的父親 |

### 客串角色
| 角色     | 演員          | 集數       | 介紹                         |
| 斯帕格斯 | 達斯汀·伊巴拉 | 第1季第2集 | 海沃思一家的朋友             |
| 愛蜜莉   | 賈斯汀·盧佩   | 第1季第6集 | 康納前妻、格蕾琴母親         |
| 阿曼達   | 妮可·拜爾     | 第1季第7集 | 想要出版湯姆新書的圖書代理商 |

## 外部鏈結
- 官方网站
- 互联网电影数据库（IMDb）上《家庭經濟學》的资料（英文）
- 家庭經濟學的Instagram帳戶
- 家庭經濟學的X（前Twitter）
- 家庭經濟學的Facebook專頁